# 정호진 (축구 선수)
정호진(1999년 8월 6일~)은 대한민국의 축구 선수이다. 포지션은 미드필더이며 현재 부천 FC 1995 소속이다.

## 구단 경력
2020 시즌을 앞두고 K리그2의 전남 드래곤즈에 입단했다.
2022년 7월 1일 K리그1의 수원 삼성 블루윙즈에 한석희와 트레이드되며 임대 이적했다.

## 국가대표팀 경력
2018년 AFC U-19 챔피언십에 참여했다. 이 대회에서 전 경기에 출전하면서 대한민국의 대회 준우승에 기여했다.
2019년 FIFA U-20 월드컵 최종 명단에 포함되었다. U-20월드컵 조별리그 남아프리카 공화국과의 경기에서 첫 경기를 치렀으며 이후 대회 준결승전까지 출전하면서 대한민국의 대회 준우승에 공헌했다.

## 수상

### 팀

#### 대한민국 U-20
- FIFA U-20 월드컵 준우승: 2019

#### 전남 드래곤즈
- FA컵 우승: 2021